# Christoffer Nyman
Christoffer Åke Sven Nyman (Norrköping, 5 de outubro de 1992) é um futebolista sueco que joga como atacante pelo IFK Norrköping.

## Carreira
Nyman tem a carreira muito ligada ao IFK Norrköping, clube de sua cidade natal e tendo duas passagens pelo clube. No clube foi artilheiro da Allsvenskan 2020 com 18 gols.

## Ligações exteriores
- «Christoffer Nyman» (em inglês). National Football Teams. Consultado em 15 de junho de 2013